# (7441) Láska
(7441) Láska est un astéroïde de la ceinture principale.

## Description
(7441) Laska est un astéroïde de la ceinture principale. Il fut découvert le 30 juillet 1995 à l'Observatoire Kleť par Jana Tichá et Miloš Tichý. Il présente une orbite caractérisée par un demi-grand axe de 2,31 UA, une excentricité de 0,08 et une inclinaison de 4,9° par rapport à l'écliptique.

## Compléments